# 逆轉歌
「逆轉歌」是閃靈樂團的 Freddy 與滅火器樂團楊大正合作所發行的單曲，收錄為2008年台灣棒球隊爭取奧運資格賽所創作的加油歌「逆轉‧勝」，並曾登上「博客來音樂館」銷售排行第5名。
在閃靈主唱 Freddy 加入2008年總統候選人謝長廷的競選總部之後，「逆轉‧勝」也被選為謝長廷的競選主題曲。

## 專輯曲目
| 曲序 | 曲目                      | 演唱               |
| ---- | ------------------------- | ------------------ |
| 1.   | 逆轉 勝（台語版）         | 滅火器＋Freddy     |
| 2.   | 逆轉 勝（華語版）         | 滅火器＋Freddy     |
| 3.   | 逆轉 勝（阿爸的話真實版） | 獨立樂團朋友大合唱 |
| 4.   | 逆轉 勝（華語版）         | 獨立樂團朋友大合唱 |
| 5.   | 逆轉 勝（卡啦版）         |                    |

## 參與團體
- 閃靈樂團：Freddy、Doris
- 滅火器樂團：楊大正
- 1976樂團：陳瑞凱
- 濁水溪公社：柯仁堅
- 吳志寧
- 鄭宜農
- 阿飛西雅：葉宛青

## 侵權事件
- 2008年3月，「逆轉勝」單曲唱片封底設計被網友爆料未經告知擅用棒球國手林智勝的肖像權，引起林智勝妻子不滿，並在部落格發表「不想被消費」的言論，有媒體傳出林智勝所屬的La new球團甚至一度打算對林昶佐寄出存證信函，但最後由林昶佐與La new球團劉保佑董事長聯合召開記者會，化解爭議。[2]。

## 外部連結
- 台灣青年逆轉本部